# Denemarken op de Olympische Zomerspelen 1920
Denemarken was een van de deelnemende landen aan de Olympische Zomerspelen 1920 in Antwerpen, België. Het land wist drie gouden medailles te winnen.

## Medailleoverzicht
| Sport          | Olympiër | Discipline                       | Medaille |
| -------------- | --- | -------------------------------- | -------- |
| Schietsport    | Lars Madsen Niels Larsen Anders Peterson Erik Saetter-Lassen Anders Nielsen | 300m militair geweer (m)         | Goud     |
| Schoonspringen | Stefani Fryland Clausen | 10m toren (v)                    | Goud     |
| Turnen         | Georg Albertsen Rudolf Andersen Viggo Dibbern Aage Frandsen Hugo Helsten Harry Holm Harold Jansson Robert Johnsen Christian Juhl Vilhelm Lange Svend Madsen Peder Marcussen Peter Möller Petersen Möller Niels Turin Nielsen Steen Olsen Hans Rønne Harry Sørensen Christian Thomas Knud Vermehren | meerkamp team vrij systeem (m)   | Goud     |
| Atletiek       | Henry Peterson | polsstokhoogspringen (m)         | Zilver   |
| Boksen         | Anders Petersen | -50,8kg (m)                      | Zilver   |
| Boksen         | Gotfred Johansen | -61,2kg (m)                      | Zilver   |
| Boksen         | Sören Peteersen | +79,4kg (m)                      | Zilver   |
| Hockey         | Andreas Rasmussen Hans Christian Herlak Erik Husted Frands Faber Henning Holst Hans Jurgen Hansen Steen Due Hans Bjerrum Thorvald Eigenbrod Svend Blach Ejvind Blach Paul Metz | mannen                           | Zilver   |
| Schietsport    | Niels Larsen | 300m vrij geweer 3 posities (m)  | Zilver   |
| Schietsport    | Lars Madsen | 300m militair geweer liggend (m) | Zilver   |
| Turnen         | Johannes Birk Frede Hansen Frederik Hansen Kristian Hansen Hans Hovgaard Aage Jörgensen Alfred Frøkjær Jørgensen Alfred Ollerup Jørgensen Arne Jörgensen Knud Kirkelökke Jens Lambaek Kristian Larsen Kristian Madsen Niels Kristian Nielsen Niels Erik Nielsen Hans Pedersen Johannes Pedersen Peter Dorf Pedersen Anders Andersson Dines Sneftrup Hans Laurids Sørensen Hans Christian Sørensen Larsen Sörensen Aage Walther Georg West | meerkamp team Zweeds systeem (m) | Zilver   |
| Worstelen      | Poul Hansen | +82,5kg Grieks-Romeins (m)       | Zilver   |
| Worstelen      | Johannes Eriksen | -82,5kg Grieks-Romeins (m)       | Brons    |

## Deelnemers en resultaten

### Atletiek
| Olympiër                                                              | Discipline               | Resultaat    | Prestatie                                          |
| --------------------------------------------------------------------- | ------------------------ | ------------ | -------------------------------------------------- |
| Fritiof Andersen                                                      | 100m (m)                 | series       | serie 11: 4de                                      |
| August Sørensen                                                       | 100m (m)                 | kwartfinale  | serie 2: 2de in 11,3 kwartfinale 2: 4de            |
| Marinus Sørensen                                                      | 100m (m)                 | kwartfinale  | serie 12: 2de in 11,2 kwartfinale 5: 4de           |
| August Sørensen                                                       | 200m (m)                 | kwartfinale  | serie 6: 2de in 23,8 kwartfinale 1: 4de            |
| Jón Jónsen                                                            | 5000m (m)                | series       | serie 4: 7de                                       |
| Artur Nielsen                                                         | 5000m (m)                | DNF          | serie 2: niet gefinisht                            |
| Albert Andersen                                                       | 10000m (m)               | DNF          | serie 2: 3de in 32.58,4 finale: niet gefinisht     |
| Julius Ebert                                                          | 10000m (m)               | DNF          | serie 1: niet gefinisht                            |
| Henri Thorsen                                                         | 100m horden (m)          | halve finale | serie 4: 1ste in 16,8 halve finale 1: 4de          |
| Henri Thorsen Fritiof Andersen August Sørensen Marinus Sørensen       | 4x100m (m)               | 5e           | serie 3: 2de in 43,8 finale: 5de in 43,3           |
| Rudolf Hansen                                                         | marathon (m)             | 8e           | 2:41.39,4                                          |
| Axel Jensen                                                           | marathon (m)             | DNF          | niet gefinisht                                     |
| Sofus Rose                                                            | marathon (m)             | 6e           | 2:41.18,0                                          |
| Niels Pedersen                                                        | 3km snelwandelen (m)     | 11e          | serie 1: 5de in 14.06,3 finale: 11de in 13.36,8    |
| Gunnar Rasmussen                                                      | 3km snelwandelen (m)     | DSQ          | serie 2: gediskwalificeerd                         |
| Niels Pedersen                                                        | 10km snelwandelen (m)    | DSQ          | serie 2: gediskwalificeerd                         |
| Gunnar Rasmussen                                                      | 10km snelwandelen (m)    | DSQ          | serie 1: gediskwalificeerd                         |
| Laurits Jørgensen                                                     | polsstokhoogspringen (m) | 6e           | kwalificatie: 1ste met 3,60m finale: 6de met 3,60m |
| Henry Petersen                                                        | polsstokhoogspringen (m) | Zilver       | kwalificatie: 1ste met 3,60m finale: 2de met 3,70m |
| Laurits Jørgensen                                                     | kogelstoten (m)          | 11e          | kwalificatie: 11de met 12,525m                     |
| Valther Jensen                                                        | discuswerpen (m)         | 7e           | kwalificatie: 7de met 38,23m                       |
| Frederik Petersen                                                     | speerwerpen (m)          | 19e          | kwalificatie: 19de met 42,13m                      |
| Albert Andersen                                                       | veldloop individueel (m) | 20e          |                                                    |
| Julius Ebert                                                          | veldloop individueel (m) | 35e          |                                                    |
| Jón Jónsen                                                            | veldloop individueel (m) | 28e          |                                                    |
| Artur Nielsen                                                         | veldloop individueel (m) | DNF          | niet gefinisht                                     |
| Henrik Sørensen                                                       | veldloop individueel (m) | 27e          |                                                    |
| Albert Andersen Julius Ebert Jón Jónsen Artur Nielsen Henrik Sørensen | veldloop team (m)        | 7e           | 53 punten                                          |

### Boksen
| Olympiër        | Discipline  | Resultaat | Prestatie |
| --------------- | ----------- | --------- | --- |
| Einer Jensen    | -50,8kg (m) | 9e        | 1ste ronde: V van GBR Cuthbertson                                                                                        |
| Anders Pedersen | -50,8kg (m) | Zilver    | 1ste ronde: W van NED van Dijk kwartfinale: W van USA Zivic halve finale: W van GBR Cuthbertson finale: V van USA Genaro |
| Nick Clausen    | -57,2kg (m) | 5e        | 1ste ronde: vrij 2de ronde: W van CAN Newton kwartfinale: V van USA Zivic                                                |
| Hans Nielsen    | -57,2kg (m) | 9e        | 1ste ronde: vrij 2de ronde: V van GBR Cater                                                                              |
| Johan Jensen    | -61,2kg (m) | 9e        | 1ste ronde: V van CAN Newton                                                                                             |
| Hans Nielsen    | -61,2kg (m) | Zilver    | 1ste ronde: W van BEL Neys kwartfinale: W van USA Cassidy halve finale: W van CAN Newton finale: V van USA Mosberg       |
| Ivan Schannong  | -66,7kg (m) | 9e        | 1ste ronde: W van NED Heuckelbach 2de ronde: V van USA Colberg                                                           |
| August Suhr     | -66,7kg (m) | 5e        | 1ste ronde: vrij 2de ronde: W van BEL De Smet kwartfinale: V van GBR Ireland                                             |
| Georg Kruse     | -72,6kg (m) | 9e        | 1ste ronde: vrij 2de ronde: V van FRA Golliet                                                                            |
| Martin Olsen    | -72,6kg (m) | 5e        | 1ste ronde: vrij 2de ronde: W van GBR White kwartfinale: V van NOR Strømme                                               |
| Emil Andreasen  | -79,4kg (m) | 9e        | 1ste ronde: vrij kwartfinale: V van GBR Brown                                                                            |
| Søren Petersen  | +79,4kg (m) | Zilver    | 1ste ronde: vrij kwartfinale: W van GBR Dove halve finale: W van USA Spengler finale: V van GBR Rawson                   |

### Gewichtheffen
| Olympiër         | Discipline  | Resultaat | Prestatie |
| ---------------- | ----------- | --------- | --------- |
| Niels Florin     | -60kg (m)   | 10e       | 180kg     |
| Thorvald Hansen  | -67,5kg (m) | 11e       | 202,5kg   |
| Christian Jensen | -75kg (m)   | 6e        | 215kg     |
| Søren Petersen   | -82,5kg (m) | 4e        | 217,5kg   |
| Ejnar Jensen     | +82,5kg (m) | 10e       | 250kg     |

### Hockey
| Olympiër | Discipline | Resultaat | Prestatie                                                                          |
| --- | ---------- | --------- | ---------------------------------------------------------------------------------- |
| Andreas Rasmussen Hans Christian Herlak Erik Husted Frands Faber Henning Holst Hans Jurgen Hansen Steen Due Hans Bjerrum Thorvald Eigenbrod Svend Blach Ejvind Blach Paul Metz | mannen     | Zilver    | groepsfase: 2de V van Groot-Brittannië: 1-2 W van Frankrijk: 9-1 W van België: 5-2 |

### Moderne vijfkamp
| Olympiër           | Discipline | Resultaat | Prestatie |
| ------------------ | ---------- | --------- | --------- |
| Ejner Augsburg     | mannen     | 9e        | 57 punten |
| Harry Bjørnholm    | mannen     | 12e       | 51 punten |
| Marius Christensen | mannen     | 5e        | 47 punten |
| Johan Skjoldager   | mannen     | 20e       | 77 punten |

### Roeien
| Olympiër       | Discipline | Resultaat | Prestatie              |
| -------------- | ---------- | --------- | ---------------------- |
| Theodor Eyrich | skiff (m)  | series    | serie 4: 2de in 8.11,0 |

### Schermen
| Olympiër                                                                           | Discipline      | Resultaat | Prestatie |
| ---------------------------------------------------------------------------------- | --------------- | --------- | --- |
| Otto Bærentzen                                                                     | degen (m)       | 46e       | 1ste ronde groep I: 5de met 4 overwinningen                                                                                             |
| Aage Berntsen                                                                      | degen (m)       | 40e       | 1ste ronde groep F: 4de met 3 overwinningen kwartfinale groep C: 10de met 4 overwinningen                                               |
| Georg Hegner                                                                       | degen (m)       | 75e       | 1ste ronde groep E: 8ste met 1 overwinning                                                                                              |
| Einar Levison                                                                      | degen (m)       | 23e       | 1ste ronde groep C: 3de met 4 overwinningen kwartfinale groep D: 3de met 6 overwinningen halve finale groep A: 12de met 0 overwinningen |
| Ivan Osiier                                                                        | degen (m)       | 62e       | 1ste ronde groep A: 7de met 3 overwinningen                                                                                             |
| Poul Rasmussen                                                                     | degen (m)       | 37e       | 1ste ronde groep D: 2de met 6 overwinningen kwartfinale groep A: 9de met 4 overwinningen                                                |
| Kay Schrøder                                                                       | degen (m)       | 48e       | 1ste ronde groep B: 6de met 3 overwinningen                                                                                             |
| Otto Bærentzen Aage Berntsen Georg Hegner Einar Levison Ivan Osiier Poul Rasmussen | degen team (m)  | 8e        | 1ste ronde groep B: 5de met 2 overwinningen                                                                                             |
| Aage Berntsen                                                                      | floret (m)      | 45e       | 1ste ronde groep G: 6de met 0 overwinningen                                                                                             |
| Verner Bonde                                                                       | floret (m)      | 40e       | 1ste ronde groep E: 5de met 0 overwinningen                                                                                             |
| Georg Hegner                                                                       | floret (m)      | 34e       | 1ste ronde groep D: 4de met 4 overwinningen                                                                                             |
| Einar Levison                                                                      | floret (m)      | 19e       | 1ste ronde groep A: 3de met 4 overwinningen halve finale groep B: 5de met 1 overwinning                                                 |
| Ivan Osiier                                                                        | floret (m)      | 8e        | 1ste ronde groep C 2de met 4 overwinningen halve finale groep C: 3de met 3 overwinningen finale: 8ste                                   |
| Kay Schrøder                                                                       | floret (m)      | 55e       | 1ste ronde groep B: 9de met 0 overwinningen                                                                                             |
| Georg Hegner Einar Levison Ivan Osiier Poul Rasmussen Kay Schrøder                 | floret team (m) | 4e        | 1ste ronde groep A: 2de met 3 overwinningen finale: 4de met 1 overwinning                                                               |
| Aage Berntsen                                                                      | sabel (m)       | 21e       | 1ste ronde groep A: 4de met 5 overwinningen halve finale groep C: 7de met 0 overwinningen                                               |
| Aage Berntsen Verner Bonde Einar Levison Ivan Osiier Poul Rasmussen                | sabel team (m)  | 4e        | 6de met 2 overwinningen |

### Schietsport
| Olympiër                                                                                | Discipline                            | Resultaat | Prestatie   |
| --------------------------------------------------------------------------------------- | ------------------------------------- | --------- | ----------- |
| Christian Andersen                                                                      | 50m vrij pistool (m)                  | 29e       | 407 punten  |
| Laurits Larsen                                                                          | 50m vrij pistool (m)                  | 4e        | 475 punten  |
| Niels Larsen                                                                            | 50m vrij pistool (m)                  | 5e        | 470 punten  |
| Lars Jørgen Madsen                                                                      | 50m vrij pistool (m)                  | 16e       | 450 punten  |
| Carl Pedersen                                                                           | 50m vrij pistool (m)                  | 28e       | 413 punten  |
| Otto Plantener                                                                          | 50m vrij pistool (m)                  | 27e       | 419 punten  |
| Niels Larsen Lars Jørgen Madsen Otto Plantener Carl Pedersen Christian Andersen         | 50m vrij pistool team (m)             | 8e        | 2159 punten |
| Erik Sætter-Lassen                                                                      | 50m geweer (m)                        | 8e        | 378 punten  |
| Lars Jørgen Madsen                                                                      | 50m geweer (m)                        | 7e        | 378 punten  |
| Christen Møller                                                                         | 50m geweer (m)                        | 20e       | 359 punten  |
| Anders Peter Nielsen                                                                    | 50m geweer (m)                        | 11e       | 374 punten  |
| Carl Pedersen                                                                           | 50m geweer (m)                        | 28e       | 413 punten  |
| Lars Jørgen Madsen Erik Sætter-Lassen Anders Peter Nielsen Otto Wegener Christen Møller | 50m geweer team (m)                   | 4e        | 1862 punten |
| Anton Andersen                                                                          | 300m vrij geweer 3 posities (m)       | 34e       | 878 punten  |
| Niels Larsen                                                                            | 300m vrij geweer 3 posities (m)       | Zilver    | 989 punten  |
| Niels Laursen                                                                           | 300m vrij geweer 3 posities (m)       | 31e       | 903 punten  |
| Lars Jørgen Madsen                                                                      | 300m vrij geweer 3 posities (m)       | 16e       | 951 punten  |
| Peter Petersen                                                                          | 300m vrij geweer 3 posities (m)       | 25e       | 923 punten  |
| Niels Larsen Lars Jørgen Madsen Peter Petersen Niels Laursen Anton Andersen             | vrij geweer team (m)                  | 5e        | 4644 punten |
| Anders Andersson                                                                        | 300m militair geweer liggend (m)      | onbekend  |             |
| Niels Larsen                                                                            | 300m militair geweer liggend (m)      | onbekend  |             |
| Lars Jørgen Madsen                                                                      | 300m militair geweer liggend (m)      | 7e        | 57 punten   |
| Christen Møller                                                                         | 300m militair geweer liggend (m)      | onbekend  |             |
| Erik Sætter-Lassen                                                                      | 300m militair geweer liggend (m)      | onbekend  |             |
| Lars Jørgen Madsen Niels Larsen Peter Petersen Otto Plantener Anton Andersen            | 300m militair geweer liggend team (m) | 13e       | 268 punten  |
| Niels Larsen                                                                            | 300m militair geweer staand (m)       | 10e       | 51 punten   |
| Lars Jørgen Madsen                                                                      | 300m militair geweer staand (m)       | Zilver    | 55 punten   |
| Anders Peter Nielsen                                                                    | 300m militair geweer staand (m)       | 7e        | 53 punten   |
| Anders Petersen                                                                         | 300m militair geweer staand (m)       | 7e        | 53 punten   |
| Erik Sætter-Lassen                                                                      | 300m militair geweer staand (m)       | 4e        | 55 punten   |
| Niels Larsen Lars Jørgen Madsen Anders Peter Nielsen Anders Petersen Erik Sætter-Lassen | 300m militair geweer staand team (m)  | Goud      | 266 punten  |
| Povl Gerlow                                                                             | 600m militair geweer liggend (m)      | 8e        | 57 punten   |
| Lars Jørgen Madsen                                                                      | 600m militair geweer liggend (m)      | 14e       | 55 punten   |
| Christen Møller                                                                         | 600m militair geweer liggend (m)      | 16e       | 55 punten   |
| Niels Larsen                                                                            | 600m militair geweer liggend (m)      | 15e       | 55 punten   |
| Otto Wegener                                                                            | 600m militair geweer liggend (m)      | 12e       | 56 puntenn  |

### Schoonspringen
| Olympiër         | Discipline     | Resultaat | Prestatie                                            |
| ---------------- | -------------- | --------- | ---------------------------------------------------- |
| Paul Køhler      | 10m toren (m)  | 11e       | groep 1: 5de met 23 punten                           |
| Svend Sørensen   | 10m toren (m)  | 9e        | groep 2: 5de met 21 punten                           |
| Herold Jansson   | hoogduiken (m) | 6e        | groep 1: 2de met 13 punten finale: 6de met 27 punten |
| Svend Sørensen   | hoogduiken (m) | 16e       | groep 3: 5de met 27 punten                           |
|                  |                |           |                                                      |
| Stefanie Clausen | 10m toren (v)  | Goud      | groep 1: 3de met 15 punten finale: 1ste met 6 punten |
| Louise Petersen  | 10m toren (v)  | 14e       | groep 2: 8ste met 34 punten                          |

### Tennis
| Olympiër                    | Discipline     | Resultaat | Prestatie |
| --------------------------- | -------------- | --------- | --- |
| Erik Tegner                 | enkelspel (m)  | 17e       | 1ste ronde: vrij 2de ronde: V van JPN Kashio: 3-6, 1-6, 2-6 |
|                             |                |           | |
| Elsebeth Brehm              | enkelspel (v)  | 9e        | 1ste ronde: W van BEL Dupont: 6-3, 6-4 2de ronde: V van SWE Strömberg: 5-7, 3-6 |
| Amory Hansen                | enkelspel (v)  | 9e        | 1ste ronde: vrij 2de ronde: V van FRA d'Ayen: 2-6, 3-6 |
| Elsebeth Brehm Amory Hansen | dubbelspel (v) | 9e        | 1ste ronde: vrij 2de ronde: V van BEL Arent/Storms: 1-6, 1-6 |
|                             |                |           | |
| Amory Hansen Erik Tegner    | dubbelspel (g) | 4e        | 1ste ronde: vrij 2de ronde: W van BEL de Borman/Washer: 4-6, 8-6, 6-3 kwartfinale: W van SWE Malström: 0-6, 6-1, 6-2 halve finale: V van FRA Décugis/Lenglen: 0-6, 1-6 bronzen finale: V van TCH Skrbková/Žemla: 6-8, 4-6 |

### Turnen
| Olympiër | Discipline                       | Resultaat | Prestatie      |
| --- | -------------------------------- | --------- | -------------- |
| Georg Albertsen Rudolf Andersen Viggo Dibbern Aage Frandsen Hugo Helsten Harry Holm Herold Jansson Robert Johnsen Christian Juhl Vilhelm Lange Svend Madsen Peder Marcussen Peder Møller Christian Møller Pedersen Niels Turin Nielsen Steen Olsen Hans Rønne Harry Sørensen Christian Thomas Knud Vermehren | meerkamp team vrij systeem (m)   | Goud      | 51,35 punten   |
| Johannes Birk Frede Hansen Frederik Hansen Kristian Hansen Hans Hovgaard Aage Jörgensen Alfred Frøkjær Jørgensen Alfred Ollerup Jørgensen Arne Jörgensen Knud Kirkelökke Jens Lambaek Kristian Larsen Kristian Madsen Niels Kristian Nielsen Niels Erik Nielsen Hans Pedersen Johannes Pedersen Peter Dorf Pedersen Rasmus Rasmussen Dines Sneftrup Hans Laurids Sørensen Hans Christian Sørensen Larsen Sörensen Aage Walther Georg West | meerkamp team Zweeds systeem (m) | Zilver    | 1324,83 punten |

### Voetbal
| Olympiër | Discipline | Resultaat | Prestatie                     |
| --- | ---------- | --------- | ----------------------------- |
| Sophus Hansen Steen Steensen Blicher Christian Grøthan Ivar Lykke Nils Middelboe Gunnar Aaby Bernhard V. Andersen Leo Dannin Viggo Jørgensen Alf Olsen Michael Rohde Paul Berth Poul Graae Carl Hansen Jens Jensen Vilhelm Jørgensen Poul Nielsen Svend Ringsted Fritz Tarp Samuel Thorsteinsson | mannen     | 9e        | 1ste ronde: V van Spanje: 0-1 |

### Wielersport
| Olympiër                                                     | Discipline         | Resultaat   | Prestatie                                                  |
| Baan                                                         | Baan               | Baan        | Baan                                                       |
| ------------------------------------------------------------ | ------------------ | ----------- | ---------------------------------------------------------- |
| Henri Andersen                                               | sprint (m)         | kwartfinale | serie 8: 1ste in 13,6 kwartfinale 7: 2de herkansingen: 2de |
| Axel Hansen                                                  | sprint (m)         | series      | serie 9: 3de                                               |
| Henri Andersen Axel Hansen                                   | tandem (m)         | kwartfinale | serie 1: 2de                                               |
| Weg                                                          |                    |             |                                                            |
| Georg Claussen                                               | tijdrit (m)        | 20e         | 5:02.12,2                                                  |
| Kristian Frisch                                              | tijdrit (m)        | 19e         | 5:01.18,8                                                  |
| Johan Johansen                                               | tijdrit (m)        | 11e         | 4:52.00,5                                                  |
| Johan Lundgren                                               | tijdrit (m)        | 17e         | 4:58.01,0                                                  |
| Georg Claussen Kristian Frisch Johan Johansen Johan Lundgren | ploegentijdrit (m) | 4e          | 19:52.32,2                                                 |

### Worstelen
| Olympiër           | Discipline     | Resultaat      | Prestatie |
| Grieks-Romeins     | Grieks-Romeins | Grieks-Romeins | Grieks-Romeins |
| ------------------ | -------------- | -------------- | --- |
| Svend Jensen       | -60kg (m)      | 11e            | 1ste ronde: vrij 2de ronde: V van SWE Svensson |
| Rasmus Torgensen   | -60kg (m)      | 4e             | 1ste ronde: W van TCH Řezáč 2de ronde: W van FRA Bovis kwartfinale: V van FIN Kähkönen bronzen kwartfinale: W van USA Brian bronzen halve finale: W van EST Pütsep bronzen finale: V van SWE Svensson                                              |
| Fritz Christiansen | -67,5kg (m)    | 9e             | 1ste ronde: V van FIN Väre zilveren kwartfinale: V van BEL Janssens |
| Frants Frisenfeldt | -67,5kg (m)    | 7e             | 1ste ronde: W van GRE Pavlidis 2de ronde: W van BEL Savonnet kwartfinale: W van USA Metropoulos halve finale: V van FIN Väre zilveren halve finale: W van FRA Rohon zilveren finale: V van FIN Tamminen bronzen kwartfinale: V van NOR Frisenfeldt |
| Emil Christensen   | -75kg (m)      | 5e             | 1ste ronde: V van FIN Lindfors bronzen halve finale: V van NOR Johnsen |
| Svend Nielsen      | -75kg (m)      | 12e            | 1ste ronde: W van NED Leloux 2de ronde: V van FIN Perttilä |
| Johannes Eriksen   | -82,5kg (m)    | Brons          | 1ste ronde: vrij 2de ronde:' W van USA Pendleton kwartfinale: V van SWE Johanson zilveren halve finale: W van NED Sint zilveren finale: W van FIN Rosenqvist                                                                                       |
| Axel Tetens        | -82,5kg (m)    | 4e             | 1ste ronde: vrij 2de ronde: W van EST Kruusenberg kwartfinale: W van USA Maichle halve finale: V van SWE Johanson zilveren halve finale: V FIN Rosenqvist                                                                                          |
| Poul Hansen        | +82,5kg (m)    | Zilver         | 1ste ronde: vrij 2de ronde:' W van USA Weyand kwartfinale: W van FIN Nieminen halve finale: V van FIN Lindfors zilveren kwartfinale: W' van FRA Dame zilveren halve finale: W van FRA Gasiglia zilveren finale: W van USA Willkie                  |
| Emil Larsen        | +82,5kg (m)    | 12e            | 1ste ronde: vrij 2de ronde: V FIN Nieminen |

Argentinië · Australië · België · Brazilië · Brits-Indië · Canada · Chili · Denemarken · Egypte · Estland · Finland · Frankrijk · Griekenland · Groot-Brittannië · Italië · Japan · Joegoslavië · Luxemburg · Monaco · Nederland · Nieuw-Zeeland · Noorwegen · Portugal · Spanje · Tsjecho-Slowakije · Verenigde Staten · Zuid-Afrika · Zweden · Zwitserland